# Rayo (Sabana Grande)
Rayo es un barrio ubicado en el municipio de Sabana Grande en el estado libre asociado de Puerto Rico. En el Censo de 2010 tenía una población de 3084 habitantes y una densidad poblacional de 207,99 personas por km².

## Geografía
Rayo se encuentra ubicado en las coordenadas 18°3′26″N 66°57′56″O / 18.05722, -66.96556. Según la Oficina del Censo de los Estados Unidos, Rayo tiene una superficie total de 14.83 km², de la cual 14.81 km² corresponden a tierra firme y (0.1%) 0.02 km² es agua.

## Demografía
Según el censo de 2010, había 3084 personas residiendo en Rayo. La densidad de población era de 207,99 hab./km². De los 3084 habitantes, Rayo estaba compuesto por el 88.1% blancos, el 5.06% eran afroamericanos, el 0.16% eran amerindios, el 4.47% eran de otras razas y el 2.2% pertenecían a dos o más razas. Del total de la población el 99.42% eran hispanos o latinos de cualquier raza.